# Caicedo

Bandeira de Caicedo.

Localização de Caicedo, no departamento de Antioquia.

Caicedo é uma cidade e município da Colômbia, no departamento de Antioquia. Dista 128 quilômetros de Medellín, a capital do departamento. Possui uma área de 221 quilômetros quadrados e sua população, de acordo com o censo de 2002, é formada por 7608 habitantes.